# Aéropostale (marca)
A Aéropostale, Inc., conhecida como Aéropostale ou AERO, é uma empresa multinacional dos Estados Unidos de lojas de roupas e acessórios focada no público de meninos e meninas entre 14 e 17 anos e operadora das lojas P.S. From Aeropostale focada no público de 4 e 12 anos.
Possui aproximadamente 848 lojas próprias concentradas principalmente nos Estados Unidos, Canadá e México, além de operar sob acordos de vendas em diversos países e em um site global de vendas.

## Pedido de falência
Com uma dívida aproximada de  US$ 390 milhões em 2014, a empresa entrou com um pedido de falência na corte especializada de Nova York. O plano de recuperação previa o fechamento de 150 lojas e a venda de ativos em 6 meses para redução dos prejuízos. Especialistas apontaram como causas o avanço das lojas online e o acirramento da competição com outras empresas do ramo fast-fashion, como Forever 21, H&M, Uniqlo e Zara.
Em 2016 um grupo liderado por empresas credoras administradoras dos espaços das lojas restantes arrematou por US$ 243 milhões os ativos da empresa, encerrando o plano de recuperação e realizando a reabertura de lojas antigas.